# 中国進出口商品交易会展館

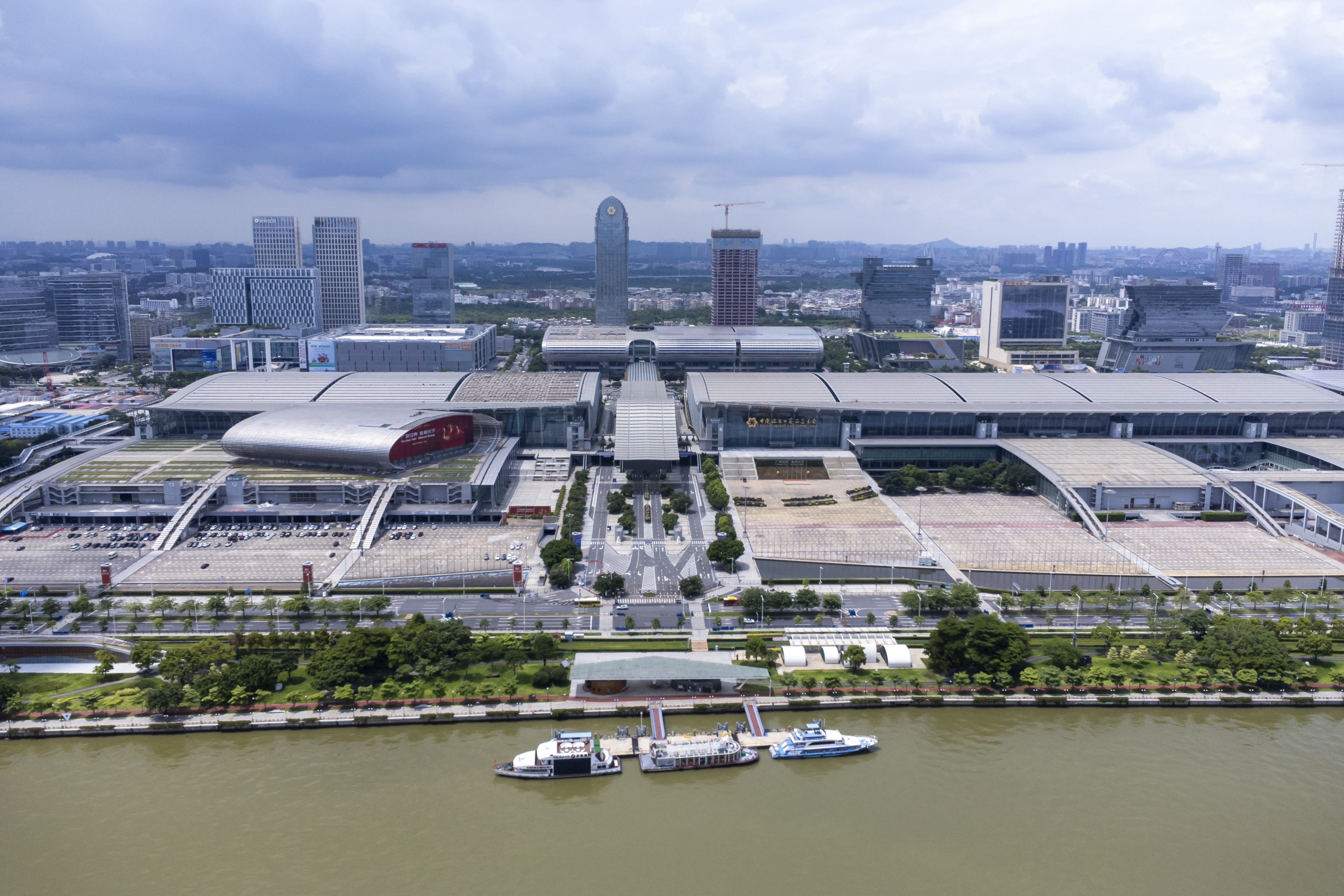
全景

中国進出口商品交易会展館（中国語:中国进出口商品交易会展馆、英語: China Import and Export Complex ）、中華人民共和国広東省広州市にある世界で5番目の規模の大規模なコンベンションセンターである。広州国際会展中心とも呼ばれる。商務省直属の機関である中国対外貿易中心によって運営・管理されている。広州交易会の主会場が手狭になり、建設が始まった。

## 概要
設計は、日本の佐藤総合計画である。
展示場は、4期にわけて構築された。最初の1期から3期までの総敷地面積は800,000平方メートルを超える。
1期
総工費40億元で、総敷地面積は43万9,000平方メートルで、建築面積12万8,000平方メートル、建築面積39万4,000平方メートル、21,000平方メートルの屋外展示スペースを設けた。高さは40メートル。2001年6月に開始され、2002年12月28日に完成した。
2期
総工費は28億元で、総建設面積は展示ホール、会議室、商談ホール、ケータリング施設を含め約39万平方メートルある。計13展示場で、展示面積は12万8,000平方メートル。2005年12月30日に着工し、2007年末に完成した。
3期

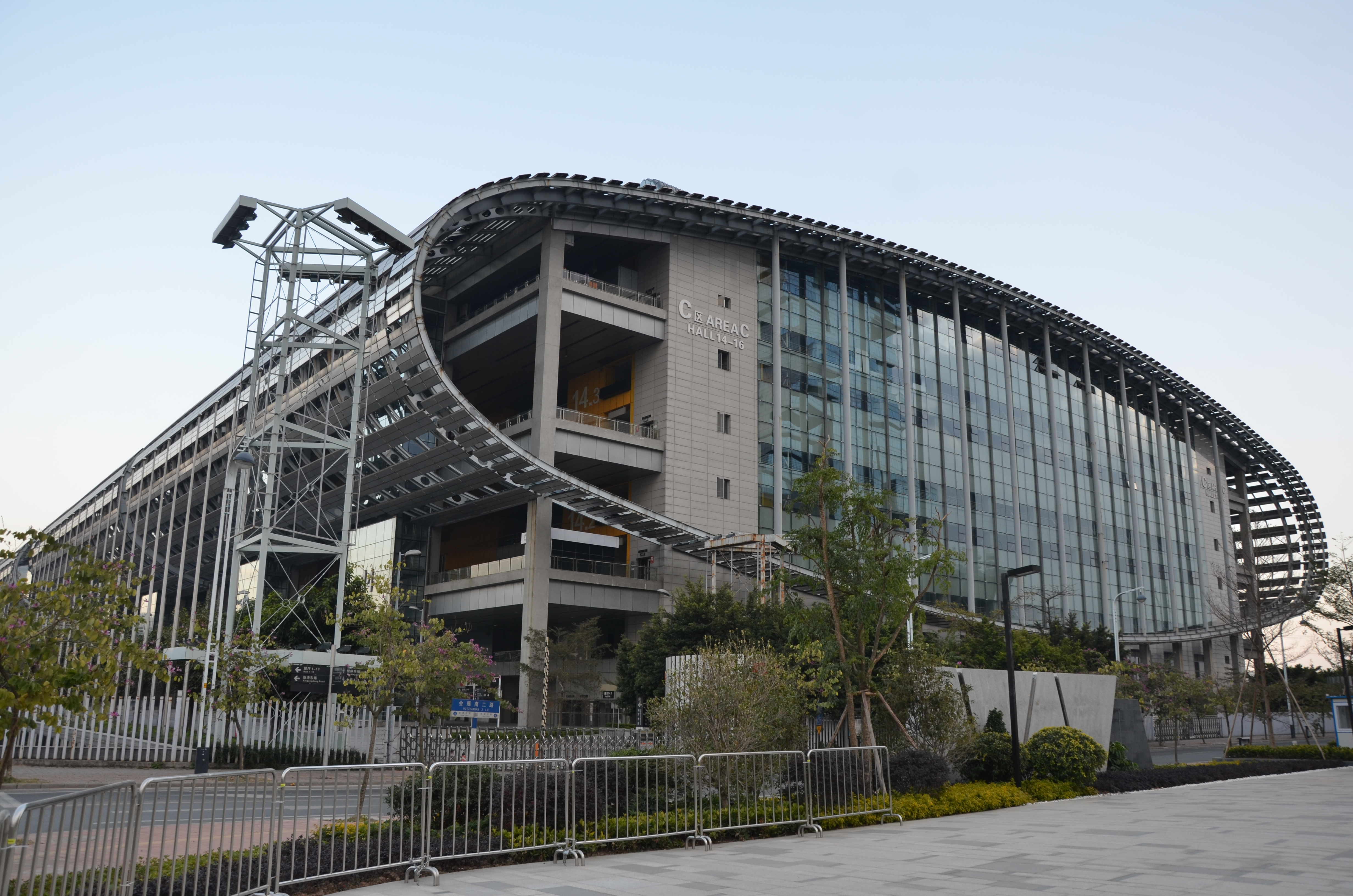
C区

第三期は第一展示場と第二展示場の向かい側、新港東路の南に位置し、敷地面積は10万平方メートル、建築面積は21万7000平方メートル、高さは47.5メートルある。ホールは4階建て、2006年7月31日に着工し、2008年9月末に完成した。
4期

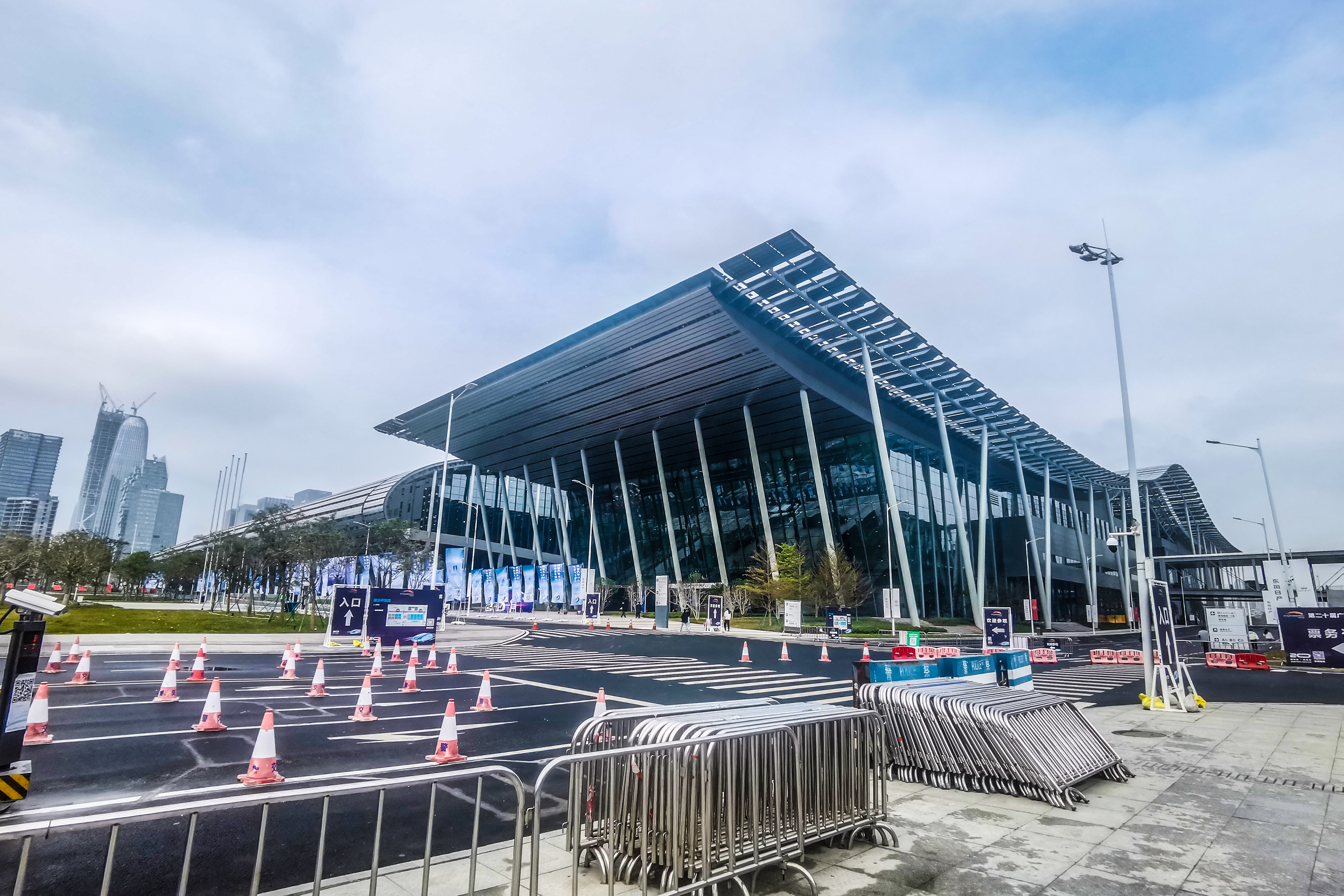
D区

拡張計画が浮上し、4期棟が建てられた。総敷地面積は約22万平方メートルで、東西の2つの区画に分かれており、総建設面積は約48万平方メートルある。西側区画は第1期西側に位置し、約5万平方メートルの会議センターと9つの新たな展示ホールが建設された。東側区画は第3期の南西に位置し、オフィスセンターとトレーニングセンターを主な機能とする高さ150メートルの複合司令塔が建設された。
この敷地の敷地面積は約8,000平方メートル、総建築面積は約8万平方メートルである。
4期棟は開業目前の2022年10月から12月にかけて広州市で新型コロナウイルス感染症（COVID-19）が流行し、仮病院として使用された。展示ホールは2022年広州国際モーターショーの開幕により、2022年12月31日に正式に使用開始された。

## 開催イベント
- 広州交易会
- 広州国際モーターショー